# Championnat d'Andorre de football 2016-2017
Navigation
Saison 2015-2016 Saison 2017-2018
La saison 2016-2017 de Primera Divisió est la vingt-deuxième édition du championnat andorran de football. Le plus haut niveau du football andorran organisé par la Fédération d'Andorre de football, opposera cette saison huit clubs entre le 18 septembre 2016 et mai 2017.
La première phase du championnat se déroule en une série de matches aller-retour. La deuxième phase du championnat oppose les quatre premiers dans une phase de play-off pour se disputer la victoire finale, et, les quatre derniers pour éviter la relégation.
Lors de cette saison, le FC Santa Coloma défendra son titre face à sept autres équipes dont le promu de deuxième division le CE Jenlai. La saison de football d’Andorre a commencé avec la Supercoupe d'Andorre de football le 11 septembre 2016 par la victoire surprise d’UE Santa Coloma face au tenant du titre le FC Santa Coloma 1-0. Le 18 septembre 2016 le CE Jenlai est battu par le UE Sant Julià 1-3 lors de la 1re journée.
À l'issue de la saison, le champion se qualifie pour le premier tour qualificatif de la Ligue des champions 2017-2018. Alors que le vainqueur de la Coupe de la Constitution prendra la première des deux places en premier tour qualificatif de la Ligue Europa 2017-2018, l'autre place reviendra au deuxième du championnat. Si le vainqueur de la coupe remporte également le championnat, la dernière place revient au finaliste de la coupe. Si le vainqueur de la coupe est vice-champion, la dernière place revient au troisième du championnat.

## Équipes participantes
Après la saison 2015-2016, une équipe a été reléguée en Segona Divisió 2016-2017 : AC Penya Encarnada en tant que huitième du championnat qui est remplacée par CE Jenlai en tant que champion de deuxième division. Le maintien de FC Encamp s’est joué par un  barrage de promotion-relégation remporté après le forfait du CE Carroi deuxième de deuxième division.
Légende des couleurs
- Premier tour de qualification de la Ligue des champions 2016-2017
- Premier tour de qualification de la Ligue Europa 2016-2017
- Promu de Segona Divisió 2015-2016

| Club            | Classement 2015-2016 |
| --------------- | -------------------- |
| FC Santa Coloma | 1er                  |
| FC Lusitanos    | 2e                   |
| UE Sant Julià   | 3e                   |
| UE Santa Coloma | 4e                   |
| UE Engordany    | 5e                   |
| FC Ordino       | 6e                   |
| FC Encamp       | 7e                   |
| CE Jenlai       | 1er (D2)             |

## Compétition

### Format
Pour la première phase, chacune des huit équipes participant au championnat s'affronte à deux reprises pour un total de quatorze matchs chacune. Tous les matchs sont joués au Estadi Comunal d'Aixovall.
Pour la deuxième phase, les quatre premiers dans une phase de play-off pour se disputer la victoire finale, et, les quatre derniers pour éviter la relégation. L’équipe terminant huitième est directement reléguée en deuxième division tandis que l’équipe terminant à la septième place joue un match de barrage promotion-relégation contre le second de deuxième division.

### Phase 1

#### Classement
Le classement est établi sur le barème de points classique (victoire à 3 points, match nul à 1, défaite à 0). Pour départager les égalités, on tient d'abord compte de la différence de buts générale, puis du nombre de buts marqués, puis des confrontations directes et enfin si la qualification ou la relégation est en jeu, les deux équipes jouent une rencontre d'appui sur terrain neutre.
| Rang | Équipe           | Pts | J  | G  | N | P  | Bp | Bc | Diff |
| ---- | ---------------- | --- | -- | -- | - | -- | -- | -- | ---- |
| 1    | FC Santa ColomaT | 48  | 21 | 15 | 3 | 3  | 44 | 14 | +30  |
| 2    | UE Sant Julià    | 44  | 21 | 13 | 5 | 3  | 49 | 16 | +33  |
| 3    | UE Santa Coloma  | 44  | 21 | 13 | 5 | 3  | 54 | 22 | +32  |
| 4    | FC Lusitanos     | 39  | 21 | 11 | 6 | 4  | 40 | 20 | +20  |
| 5    | UE Engordany     | 30  | 21 | 8  | 6 | 7  | 35 | 27 | +8   |
| 6    | FC Encamp        | 15  | 21 | 4  | 3 | 14 | 18 | 31 | -13  |
| 7    | FC Ordino        | 12  | 21 | 3  | 3 | 15 | 24 | 49 | -25  |
| 8    | CE JenlaiP       | 1   | 21 | 1  | 1 | 19 | 10 | 95 | -85  |

Légende
Abréviations

#### Résultats
| Résultats (▼dom., ►ext.) | ENC | ENG | SFC | LUS | ORD | JEN | SJU | SUE | ENC | ENG | SFC | LUS | ORD | JEN | SJU | SUE  |
| FC Encamp                |     | 1-1 | 0-1 | 1-2 | 1-2 | 1-2 | 1-1 | 1-2 |     | 0-3 | 0-3 |     | 2-2 | 1-0 |     |      |
| UE Engordany             | 3-1 |     | 1-4 | 1-1 | 4-2 | 2-1 | 1-3 | 1-2 |     |     |     | 1-1 |     |     | 0-1 | 1-1  |
| FC Santa Coloma          | 0-1 | 1-0 |     | 2-3 | 1-0 | 9-0 | 2-1 | 1-1 | 1-0 |     |     | 0-0 |     |     |     | 2-1  |
| FC Lusitanos             | 1-0 | 1-1 | 1-2 |     | 1-0 | 2-0 | 1-1 | 1-2 | 3-1 |     |     |     | 2-1 | 7-0 |     |      |
| FC Ordino                | 0-1 | 1-6 | 1-2 | 1-2 |     | 0-0 | 0-3 | 0-1 |     | 1-1 | 0-2 | 6-1 |     |     |     | 0-3  |
| CE Jenlai                | 0-5 | 0-3 | 0-3 | 1-6 | 1-1 |     | 1-3 | 0-5 |     | 0-1 | 0-6 |     |     |     | 0-5 | 1-10 |
| UE Sant Julià            | 1-0 | 1-2 | 1-1 | 2-1 | 7-1 | 9-0 |     | 3-1 | 1-0 |     | 1-0 | 3-0 | 3-0 |     |     |      |
| UE Santa Coloma          | 2-0 | 2-1 | 1-2 | 1-1 | 5-2 | 7-2 | 1-1 |     | 3-0 |     |     | 2-1 |     |     | 1-1 |      |

Source : Classement officiel sur le site de la Fédération Andorran de football
Source : Résultats officiel sur le site de la Fédération Andorran de football
- La victoire de Jenlai sur Encamp est annulée à la suite d'une sanction contre Jenlai en raison d'un joueur entrée en cours de jeu qui n'était pas sur la feuille de match. 3 points lui sont retirés.

### Phase 2
| Rang | Équipe           | Pts | J  | G  | N | P | Bp | Bc | Diff |
| ---- | ---------------- | --- | -- | -- | - | - | -- | -- | ---- |
| 1    | FC Santa ColomaT | 60  | 27 | 18 | 6 | 3 | 57 | 21 | +36  |
| 2    | UE Sant Julià    | 50  | 27 | 14 | 8 | 5 | 55 | 23 | +32  |
| 3    | UE Santa Coloma  | 48  | 27 | 14 | 6 | 7 | 62 | 34 | +28  |
| 4    | FC Lusitanos     | 48  | 27 | 13 | 9 | 5 | 49 | 30 | +19  |

Légende
Abréviations

### Barrage de promotion-relégation
| 28 mai 2017 | Penya Encarnada | 0-2 | FC Ordino |                               |                               |
| 16h00       |                 |     |           | Training Center, Santa Coloma | Training Center, Santa Coloma |

| 31 mai 2017 | FC Ordino | 1-5 | Penya Encarnada |                               |                               |
| 21h30       |           |     |                 | Training Center, Santa Coloma | Training Center, Santa Coloma |

Penya Encarnada est promu score cumulé 5-3

### Leader par journée
La frise suivante montre l'évolution des équipes ayant successivement occupé la première place :

### Lanterne rouge par journée
La frise suivante montre l'évolution des équipes ayant successivement occupé la dernière place :

## Statistiques

### Domicile et Extérieur
| Rang | Équipe          | Pts | J | G | N | P | Bp | Bc | Diff |
| ---- | --------------- | --- | - | - | - | - | -- | -- | ---- |
| 1    | UE Sant Julià   | 22  | 9 | 7 | 1 | 1 | 28 | 6  | +22  |
| 2    | FC Santa Coloma | 19  | 9 | 6 | 1 | 2 | 19 | 7  | +12  |
| 3    | UE Santa Coloma | 18  | 9 | 5 | 3 | 1 | 22 | 11 | +11  |
| 4    | FC Lusitanos    | 17  | 9 | 5 | 2 | 2 | 13 | 8  | +5   |
| 5    | UE Engordany    | 12  | 9 | 3 | 3 | 3 | 15 | 16 | -1   |
| 6    | FC Ordino       | 5   | 9 | 1 | 2 | 6 | 10 | 17 | -7   |
| 7    | FC Encamp       | 5   | 9 | 1 | 2 | 6 | 7  | 14 | -7   |
| 8    | CE Jenlai       | 0   | 9 | 0 | 0 | 9 | 4  | 44 | -40  |

| Rang | Équipe          | Pts | J | G | N | P | Bp | Bc | Diff |
| ---- | --------------- | --- | - | - | - | - | -- | -- | ---- |
| 1    | FC Santa Coloma | 22  | 9 | 7 | 1 | 1 | 17 | 6  | +11  |
| 2    | UE Santa Coloma | 20  | 9 | 6 | 2 | 1 | 25 | 9  | +16  |
| 3    | UE Sant Julià   | 16  | 9 | 4 | 4 | 1 | 19 | 8  | +11  |
| 4    | FC Lusitanos    | 15  | 9 | 4 | 3 | 2 | 18 | 12 | +6   |
| 5    | UE Engordany    | 14  | 9 | 4 | 2 | 3 | 18 | 9  | +9   |
| 6    | FC Encamp       | 9   | 9 | 3 | 0 | 6 | 9  | 11 | -2   |
| 7    | FC Ordino       | 6   | 9 | 2 | 0 | 7 | 12 | 25 | -13  |
| 8    | CE Jenlai       | 4   | 9 | 1 | 1 | 7 | 6  | 37 | -31  |

### Buts marqués par journées
Ce graphique représente le nombre de buts marqués lors de chaque journée.

### Classement des buteurs
| # | Buteur                      | Club            | Buts |
| - | --------------------------- | --------------- | ---- |
| 1 | Victor Bernat               | UE Santa Coloma | 18   |
| 2 | Juan Fernando Lain Gonzales | UE Santa Coloma | 13   |
| 3 | Jordi Rubio                 | UE Santa Coloma | 11   |

Source : Classement officiel sur le site de la Fédération Andorran de football

## Bilan de la saison
| Championnat d'Andorre de football 2016-2017 |                             |
| Champion                                    | FC Santa Coloma (11e titre) |
| Coupes et trophées                          |                             |
| Vainqueur de la Coupe d'Andorre 2016-2017   | UE Santa Coloma             |
| Qualifications continentales                |                             |
| Ligue des champions 2017-2018               | FC Santa Coloma             |
| Ligue Europa 2017-2018                      | UE Santa Coloma             |
| Ligue Europa 2017-2018                      | UE Sant Julià               |
| Promotions et relégations                   |                             |
| Promus en Primera Divisio                   |                             |
| Relégués en Segona Divisio                  | CE Jenlai FC Ordino         |